# Number Ones
A Number Ones Michael Jackson válogatásalbuma, melyet 2003 végén jelentetett meg a Sony Music. Több országban vezette az eladási listát. Az Egyesült Államokban 2005 novemberére platinalemez lett, és a Nielsen SoundScan szerint 2007 áprilisáig további 227 000 példány kelt el. Világszerte több mint hatmillió példányt adtak el belőle. Ugyanezzel a címmel DVD is megjelent.
Az albumot érte némi kritika, amiért nem került rá több olyan Jackson-szám, amelyek vezették a slágerlistákat, főként amelyek nem az Egyesült Államokban kerültek a lista élére. Szerepel rajta a legtöbb olyan Jackson-szám, ami vezette a slágerlistákat, de érdekes módon nem került rá Jackson több legnagyobb slágere, például a Wanna Be Startin’ Somethin’ és a Remember the Time, de felkerült rá a 2001-es Invincible albumon megjelent Break of Dawn, ami sosem jelent meg kislemezen. Szerepel rajta ezen kívül egy új dal, a One More Chance melyet R. Kelly írt. Az amerikai kiadáson a Ben című dal egy koncertfelvétele is megtalálható.

## Számlista
| 1. Don’t Stop ‘til You Get Enough (2003 edit) 2. Rock with You 3. Billie Jean 4. Beat It 5. Thriller (2003 edit) 6. I Just Can’t Stop Loving You 7. Bad 8. Smooth Criminal 9. The Way You Make Me Feel 10. Man in the Mirror (2003 edit) 11. Dirty Diana 12. Black or White (single edit) 13. You Are Not Alone (radio edit) 14. Earth Song (radio edit) 15. You Rock My World (radio edit) 16. Break of Dawn 17. One More Chance 18. Ben (2003 live edit) | 1. Don’t Stop ‘til You Get Enough (2003 edit) 2. Rock with You 3. Billie Jean 4. Beat It 5. Thriller (2003 edit) 6. Human Nature 7. I Just Can’t Stop Loving You 8. Bad 9. The Way You Make Me Feel 10. Dirty Diana 11. Smooth Criminal 12. Black or White (single edit) 13. You Are Not Alone (radio edit) 14. Earth Song (radio edit) 15. Blood on the Dance Floor 16. You Rock My World (radio edit) 17. Break of Dawn 18. One More Chance | 1. Don’t Stop ‘til You Get Enough 2. Rock with You 3. Billie Jean 4. Beat It 5. Thriller 6. Bad 7. The Way You Make Me Feel 8. Man in the Mirror 9. Smooth Criminal 10. Dirty Diana 11. Black or White 12. You Are Not Alone 13. Earth Song 14. Blood on the Dance Floor 15. You Rock My World |

## Korábbi helyezések
Az albumon szereplő számok a következő országok slágerlistáit vezették:
| Dal                            | Ország |
| ------------------------------ | --- |
| Don’t Stop ‘til You Get Enough | USA, Ausztrália, Norvégia, Új-Zéland |
| Rock with You                  | USA |
| Billie Jean                    | USA, Ausztrália, Belgium, Egyesült Királyság, Kanada, Írország, Olaszország, Spanyolország, Svájc                                                 |
| Beat It                        | USA, Belgium, Dánia, Franciaország, Hollandia, Kanada, Új-Zéland                                                                                  |
| Thriller                       | Belgium, Franciaország, Spanyolország |
| Human Nature                   | |
| I Just Can’t Stop Loving You   | USA, Belgium, Dánia, Egyesült Királyság, Írország, Norvégia, Olaszország                                                                          |
| Bad                            | USA, Belgium, Dánia, Kanada, Hollandia, Írország, Olaszország                                                                                     |
| The Way You Make Me Feel       | USA, Írország |
| Man in the Mirror              | USA |
| Dirty Diana                    | USA, Belgium |
| Smooth Criminal                | Belgium, Dánia, Hollandia, Spanyolország |
| Black or White                 | USA, Ausztrália, Belgium, Egyesült Királyság, Franciaország, Írország, Kanada, Olaszország, Norvégia, Spanyolország, Svájc, Svédország, Új-Zéland |
| You Are Not Alone              | USA, Egyesült Királyság, Franciaország, Írország, Svájc, Új-Zéland                                                                                |
| Earth Song                     | Egyesült Királyság, Lettország, Németország, Svájc                                                                                                |
| Blood on the Dance Floor       | Dánia, Egyesült Királyság, Észtország, Finnország, Hollandia, Spanyolország, Új-Zéland                                                            |
| You Rock My World              | Franciaország, Hongkong, Portugália, Spanyolország                                                                                                |
| Ben                            | USA, Ausztrália |

Az album egyetlen új dala, a One More Chance Moldovában és Venezuelában lett listavezető.

## Listavezető számok, amelyek nem kerültek az albumra
| Dal                         | Ország                                                          |
| --------------------------- | --------------------------------------------------------------- |
| One Day in Your Life        | Belgium, Dél-Afrika, Egyesült Királyság, Hollandia, Írország    |
| The Girl Is Mine            | Spanyolország                                                   |
| Wanna Be Startin’ Somethin’ | Dánia, Hollandia                                                |
| Leave Me Alone              | Írország                                                        |
| Liberian Girl               | Írország                                                        |
| Remember the Time           | Új-Zéland                                                       |
| Give In to Me               | Új-Zéland                                                       |
| Scream                      | Finnország, Magyarország, Olaszország, Spanyolország, Új-Zéland |
| They Don’t Care About Us    | Németország, Olaszország                                        |
| Stranger in Moscow          | Olaszország, Spanyolország                                      |

## Helyezések
| Ország                                | Legmagasabb helyezés | Minősítés  | Elkelt példányszám |
| ------------------------------------- | -------------------- | ---------- | ------------------ |
| Európa Top 100 album lista            |                      | 3x platina | 3 000 000          |
| USA Billboard 200 album lista         | 13                   | 3x platina | 1 745 757          |
| Ausztrália ARIA Album lista           | 5                    | 5x platina | 210 000            |
| Ausztria album lista                  | 11                   | arany      | 15 000             |
| Argentína album lista                 |                      | arany      | 20 000             |
| Brazília                              | 27                   | Arany      | 50 000             |
| Egyesült Királyság Top 75 album lista | 1                    | 6× platina | 1 800 000          |
| Írország                              | 1                    | 5× platina | 75 000             |
| Japán                                 | 6                    | Arany      | 150 000            |
| Mexikó                                |                      | Arany      | 60 000             |
| Németország                           | 16                   | Arany      | 150 000            |
| Spanyolország                         | 17                   | Arany      | 50 000             |
| Svájc                                 | 14                   | Arany      | 20 000             |
| Szingapúr                             |                      | Platina    | 17 650             |
| Törökország                           |                      | Arany      | 80 000             |
| Új-Zéland                             | 10                   | 3× platina | 45 000             |